# پلرد
پلرد (به مجاری:  Pellérd) یک منطقهٔ مسکونی در مجارستان است که در ناحیه پچ واقع شده‌است.